# Reklama społeczna
Reklama społeczna – reklama mająca na celu wywołanie zmian społecznie pożądanych. W języku angielskim reklama społeczna określana jest jako social ad oraz (częściej) jako public service announcement, public service advertising lub public service ad (PSA).
Istnieją różnice zdań co do ścisłego określenia zakresu zainteresowań reklamy społecznej. Przykładowo, trudno określić, czy należy do niej reklama artystyczna, która z jednej strony nie ma konkretnych celów, zaś z drugiej może funkcjonować jako element animacji społeczno-kulturalnej, a ponadto jest formą promowania sztuki jako takiej. Ostatecznie jednak zwykle zostaje ona uznana za „społeczną”.
Nie każda reklama niekomercyjna jest społeczną – nie można za taką uznać reklamy politycznej.

## Reklama społeczna a marketing społeczny

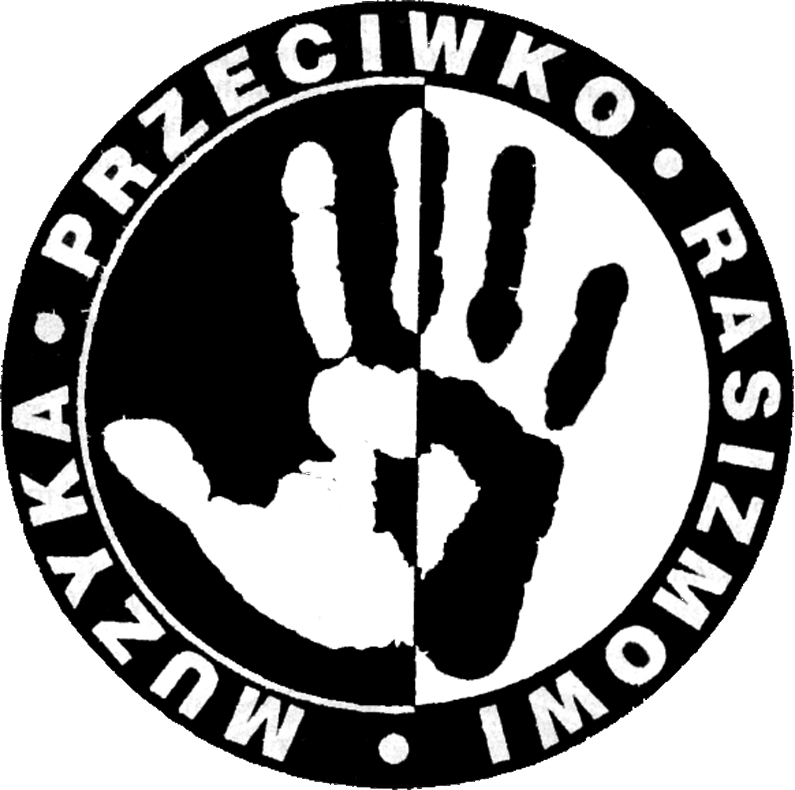
Logo kampanii „Muzyka przeciwko rasizmowi”

Często z reklamą społeczną utożsamia się również inne działania z obrębu marketingu społecznego. Choć z punktu widzenia ortodoksji pojęciowej jest to błędem, w praktyce owo rozszerzenie znaczenia określenia „reklama społeczna” przyjęło się w środowiskach z nią związanych. Stało się tak z dwóch przyczyn – po pierwsze wiele działań związanych z reklamą społeczną przenika się z innymi obszarami marketingu społecznego, po drugie określenie „marketing” w świadomości społecznej znacznie mocniej kojarzy się z komercją, niż słowo „reklama” – co wpływa na poziom akceptacji zjawiska.

## Pomiędzy społecznością a komercją
Reklama społeczna często kojarzona jest z tzw. marketingiem społecznie zaangażowanym (cause related marketing). Jest to błąd, gdyż o ile reklama społeczna jest niekomercyjna, o tyle CRM jest formą pośrednią pomiędzy działaniem czysto zarobkowym a społecznym.

## Skuteczność
Zmierzenie efektywności reklamy społecznej jest znacznie trudniejsze, niż w przypadku reklamy komercyjnej: w reklamie społecznej nie można korzystać z takich wskaźników, jak np. wielkość sprzedaży (chyba że reklama społeczna dotyczy np. apelu o pomoc finansową na określony cel). Mimo to badania skuteczności są możliwe i prowadzone.
Przykłady efektów kampanii reklam społecznych:
- W listopadzie 1997 roku, tzn. w czasie trwania kampanii Powstrzymać przemoc domową, o 170% względem miesięcy poprzednich wzrosła liczba połączeń z Niebieską Linią.

## Ośrodki
W Polsce największą organizacją zajmującą się szeroko rozumianą reklamą społeczną jest Fundacja Komunikacji Społecznej (dawna Fundacja Reklamy Społecznej). W Europie Zachodniej na większą skalę działają między innymi holenderska Stichting Ideele Reclame i brytyjskie Central Office of Information, przy czym to drugie jako powiązane z brytyjskim rządem zajmuje się nie tylko reklamą społeczną, wcześniej również np. promocją euro. Z kolei w Stanach Zjednoczonych szczególną rolę w tym zakresie odgrywa Ad Council.

## Przykładowe kampanie społeczne
- tolerancja: Muzyka Przeciwko Rasizmowi (ta kampania łączy różne elementy marketingu społecznego)
- edukacja, kultura: Cała Polska czyta dzieciom
- zdrowie, bezpieczeństwo: Płytka wyobraźnia to kalectwo, Pij mleko! Będziesz wielki, Prowadzę – jestem trzeźwy, Propaganda cukrownicza w II Rzeczypospolitej, Bezpieczny przejazd